# Viggo Brun
Pour les articles homonymes, voir Brun.
Viggo Brun est un mathématicien norvégien né le 13 octobre 1885 à Lier et mort le 15 août 1978 à Drøbak.
Il est essentiellement connu comme étant le créateur d'une méthode de crible (le crible de Brun (en)), inspirée de celle d'Ératosthène, mais plus puissante. Un des résultats célèbres de cette méthode est que la somme des inverses des nombres premiers jumeaux est convergente. En son honneur, on a défini la somme de cette série comme étant la constante de Brun. 